# Distretto di Mueang Nan
Il distretto di Mueang Nan (in thailandese: เมืองน่าน) è un distretto (amphoe) della Thailandia, situato nella provincia di Nan, della quale è il capoluogo.